# Метт Лам
Меттью Томас Лам (англ. Matthew Thomas Lam / кит.: 林柱機; нар. 10 вересня 1989, Едмонтон, Альберта, Канада) — канадський та гонконзький футболіст, півзахисник.

## Клубна кар'єра
Народився в місті Едмонтон штату Альберта. На юнацькому та молодіжному рівні виступав за нідерландський «Аякс» та англійський «Шеффілд Юнайтед». Побував на перегляді у клубах з Греції, Сербії, Хорватії та Німеччини. На професіональному рівні дебютував у жовтні 2009 року в хорватському клубі «Кроація Сесвете». У 2010 році повернувся до Канади, де виступав за «Едмонтон», брав участь у підготовці команди до сезону 2011 року Північноамериканської футбольної ліги. Проте в січні 2011 року залишив «Едмонтон» та відправився в оренду до японського клубу «ДЖЕФ Юнайтед». У грудні того ж року було оголошено про закінчення оренди.
27 лютого 2013 року приєднався до команди Першого дивізіону Гонконгу «Кітчі», з яким підписав контракт на 18 місяців.
10 січня 2018 року інший клуб Прем'єр-ліги Гонконгу «Лі Ман» орендував гравця на решту сезону.
25 травня 2019 року було оголошено, що через шість років у «Кітчі», Метт покине клуб.
19 червня 2019 року головний тренер R&F Єн Чін Квон повідомив, що Лам приєднається до клубу. Дебютними голами за нову команду відзначився 22 грудня 2019 року, оформив дубль у переможному (7:1) поєдинку проти «Рейнджерс». У листопаді 2020 року подав до суду на клуб через невиплату зарплати.
3 травня 2021 року було оголошено, що Лам приєднається до «Саутерна» до кінця сезону.
9 серпня 2021 року було оголошено, що Метт приєднався до «Істерн». 19 червня 2022 року оголошено, що Лам покинув «Істерн».

## Кар'єра в збірній
У листопаді 2008 року провів один поєдинок за молодіжну збірну Канади.

## Особисте життя
Батько - гонконзець, а мати - канадійка нідерландського походження. Брат, Сем Лам, також професіональний футболіст.